# Лукашин Сергій Лук'янович
Сергій Лук'янович Лукашин (Саркіс Лусенгенович Срапіонян) (12 січня 1885, село Топті біля Нахічеваня-на-Дону, Область Війська Донського, тепер село Крим, М'ясниковський район, Ростовська область, Російська Федерація — розстріляний 11 грудня 1937, Тбілісі) — перший секретар ЦК КП(б) Вірменії, голова Ради народних комісарів Вірменської РСР. Член ЦВК СРСР. Кандидат у члени ЦК ВКП(б) у 1925—1927 роках.

## Біографія
Народився у вірменській родині в селі Топті нового Нахічеваню Області Війська Донського. Закінчив Нахічеванську-на-Дону вірменську духовну семінарію, потім Бакинську гімназію.
Навчався на юридичному факультеті Петербурзького університету та на економічному факультеті Петербурзького політехнічного інституту.
Член РСДРП(б) з 1904 року. Псевдонім «Лукашин» був узятий ним на честь героя місцевого фольклору — терського козака Кирила Лукашина.
Під час навчання займався соціал-демократичною агітаційно-пропагандистською роботою. За революційну діяльність був заарештований, у 1909 році емігрував за кордон, перебував у Німеччині та Швейцарії.У 1910 році повернувся до Санкт-Петербурга, закінчив університет, а потім і політехнічний інститут, отримавши вищу юридичну та економічну освіту.
З 1916 по 1917 рік служив у російській армії. Після лютневої революції 1917 року обраний головою військового комітету. У 1917 році — член Петроградської міської Думи. З жовтня 1917 по 1918 рік — у Червоній гвардії Петрограда.
Весною 1918 року I з'їзд Рад Дону обрав Лукашина до складу Центрального виконавчого комітету Рад робітничих, селянських і козацьких депутатів Донської республіки від фракції більшовиків. Одночасно, з квітня по травень 1918 року — комісар юстиції Донської Радянської Республіки та голова Економічного наради Донської Радянської Республіки.
З вересня 1918 року — член Донського бюро РКП(б) у Курську. У 1918 році — член Революційної військової ради (РВР) фронту РСЧА.
З 1918 по січень 1919 року — завідувач слідчого підвідділу відділу по боротьбі з контрреволюцією Всеросійської надзвичайної комісії (ВЧК) при РНК РРФСР та член Контрольної колегії ВЧК при РНК РРФСР.
З січня 1919 по 1920 рік служив у Червоній армії, воював на Південному фронті.
З квітня по вересень 1920 року — завідувач Ростово-Нахічеванського міського відділу комунального господарства, земельного відділу, фінансового відділу; член президії Ростово-Нахічеванської міської Ради, а потім виконавчого комітету Донської обласної ради. 
У вересні 1920 — березні 1921 року — завідувач Донської обласної робітничо-селянської інспекції.
2 березня — 24 квітня 1921 року — відповідальний секретар Донського обласного комітету РКП(б).
З 24 березня 1921 року — член Революційного комітету Вірменії.
19 травня 1921 — 29 квітня 1922 року — відповідальний (генеральний) секретар ЦК КП(б) Вірменії.
Одночасно, 21 травня — грудень 1921 року — голова Ради народного господарства (Вищої ради народного господарства) РСР Вірменія.
У лютому 1922 — 23 червня 1925 року — голова Ради народних комісарів РСР Вірменія.
15 квітня 1925 — січень 1928 року — заступник голови Ради народних комісарів Закавказької РФСР, голова Економічної наради Закавказької РФСР.
З 26 травня по 21 листопада 1925 року — член РВР СРСР. У 1925—1927 роках — член РВР Кавказької Червонопрапорної армії.
У червні 1927 — січні 1928 року — голова Закавказької крайової контрольної комісії ВКП(б). Одночасно, 9 червня 1927 — 12 січня 1928 року — народний комісар робітничо-селянської інспекції Закавказької РФСР.
У березні 1928 — 1930 року — голова будівельної комісії при Раді праці і оборони СРСР. 
У лютому 1930 — лютому 1931 року — голова будівельного сектора та член Президії Державної планової комісії при Раді Праці і Оборони СРСР
21 лютого 1930 — січень 1932 року — начальник Союзбуду та член Президії Вищої ради народного господарства СРСР.
У січні 1932 — червні 1934 року — керуючий Всесоюзного об'єднання «Центрсоюзбуд» Народного комісаріату важкої промисловості СРСР.
У 1935—1937 роках — начальник Головного управління промисловості будівельних матеріалів Народного комісаріату важкої промисловості СРСР. У травні — червні 1937 року — керуючий тресту «Союзцемент».
20 червня 1937 року заарештований органами НКВС. Засуджений трійкою при НКВС Грузинської РСР 4 грудня 1937 року до страти, розстріляний 11 грудня 1937 року.
Посмертно реабілітований.

## Нагороди
- орден Трудового Червоного Прапора (3.04.1936)

## Пам'ять
Його іменем названо головну вулицю села Крим Ростовської області, колгосп і середню школу.
У 1957 році робітниче селище імені Мікояна Вірменської РСР (тепер марзу Армавір Вірменії) було перейменоване в село Лукашин.